# Dvergsøya
Dvergsøya est une île inhabitée de la municipalité de Kristiansand dans le comté d'Agder, au sud de la péninsule de Norvège.

## Description
L'île de 0,27 km2 se trouve dans l'archipel du Kristiansandsfjorden, juste au sud de la ville de Kristiansand. L'île est utilisée comme zone de loisirs et dispose de quais pour les bateaux de visite ainsi que de toilettes. Dvergsøya n'est accessible que par bateau. Dvergsøya est surtout connue comme l'île où le prince héritier norvégien Haakon de Norvège et la princesse héritière Mette-Marit Tjessem Høiby passent leurs vacances d'été annuelles avec leurs enfants. Cependant, l'histoire assez dramatique de l'île est moins connue.

## Historique
Dvergsøya était à l'origine une petite exploitation agricole nommée Dvergsnes car l'île était historiquement utilisée pour l'agriculture.

### Sorcière
Maren était l'épouse d'un petit propriétaire de Dvergsøya. Elle a été arrêtée le 20 avril 1670 dans le cadre du naufrage d'un navire à destination du Jutland. Il y avait plusieurs personnes impliquées dans cette affaire, toutes des femmes. L'un des complices de Maren a expliqué devant le tribunal ce qui aurait dû se passer. Ils avaient volé dans les airs jusqu'au navire. Là, ils rencontrèrent le diable, déguisé en prêtre. C'est Maren qui a fait couler le bateau. Maren a nié l'histoire et a été condamnée à subir la torture. Sous la torture, elle a confirmé l'histoire et a été la dernière sorcière de Norvège à être condamnée à mort et brûlée sur le bûcher. La sentence a été exécutée le 9 septembre 1670.

### Cambriolage, incendie criminel et meurtre
Plus récemment, au XXe siècle, deux hommes riches nommés Jebsen et Vogt de Kristiansand ont construit des villas sur Dvergsøya. La villa de Jebsen a été le théâtre d'un crime infâme. Dans la nuit du dimanche de Pâques 1933, trois hommes ont fait irruption dans la villa de Jebsen et y ont ensuite mis le feu pour cacher les traces du cambriolage. Par la suite, l'un des voleurs et incendiaires a tenté de rompre avec les deux autres. En guise de punition, ils l'ont tué en le noyant dans un bassin et en le jetant dans le Kristiansandsfjorden. Aujourd'hui, les ruines de la villa de Jebsen sont encore visibles.

### Seconde Guerre mondiale
L'emplacement de Dvergsøya à l'entrée de la ville de Kristiansand a rendu l'île intéressante également dans un contexte militaire. Pendant la Seconde Guerre mondiale, les occupants allemands disposaient d'une batterie anti-aérienne pour protéger la ville de Kristiansand. La batterie se composait de six canons antiaériens fixes sur la partie sud-ouest de l'île. Aujourd'hui, les fondations des canons sont encore visibles.

### Visites royales
La villa Vogt a été vendue et a été utilisée comme maison de location de vacances pendant plusieurs années. La princesse héritière Mette-Marit est originaire de la ville voisine de Kristiansand et sa famille aime passer ses vacances d'été dans la villa Vogt, qu'elle loue. La villa Vogt a été conçue par Arnstein Arneberg, le même architecte qui a conçu la résidence royale de Skaugum. En 2009, un contrat de location a été signé avec la commune de Kristiansand qui en est propriétaire.